# Siqueira Meneses
Antônio José de Siqueira Meneses, mais conhecido como Siqueira Meneses (São Cristóvão, 4 de dezembro de 1852 — 6 de fevereiro de 1931), foi um militar, engenheiro, jornalista e político brasileiro.
No âmbito da Guerra de Canudos, o tenente-coronel Siqueira Meneses comandou a comissão de engenharia que ficou a cargo de construir uma estrada para a marcha da quarta expedição e passagem de baterias de Krupp, alguns canhões de tiro rápido, e um canhão Whitworth de calibre .32, que pesava 1700 quilos. O percurso, ao final, chegou a ter 15 léguas (72 quilômetros). Diferente da maioria dos oficiais envolvidos na última expedição de Canudos, Siqueira Meneses era conhecido de vaqueiros e jagunços da região, e sabia como se locomover no ambiente inóspito da Caatinga, embora tivesse uma aparência frágil.
Foi presidente do Estado de Sergipe, de 1911 a 1914 e senador pelo mesmo estado, de 1915 a 1923.